# Tadaaki Hirakawa
Tadaaki Hirakawa (Shizuoka, 1 mei 1979) is een Japans voetballer.

## Clubcarrière
Hirakawa tekende in 2002 bij Urawa Red Diamonds.